# Dağkaraağaç, Germencik
Dağkaraağaç là một xã thuộc huyện Germencik, tỉnh Aydın, Thổ Nhĩ Kỳ. Dân số thời điểm năm 2010 là 229 người.